# Mesosetum ferrugineum
Mesosetum ferrugineum é uma espécie de planta pertencente ao gênero Mesosetum. É endêmica ao Brasil, ocorrendo nos estados de São Paulo, Paraná, Minas Gerais, Mato Grosso, Goiás, Brasília, Bahia e no Distrito Federal. De acordo com a União Internacional para a Conservação da Natureza, seu estado de conservação é pouco preocupante.